# Protaxis bicoloripes
Protaxis bicoloripes là một loài bọ cánh cứng trong họ Cerambycidae.